# Зелена Поляна (Чечерський район)
Зелена Поляна (біл. Зялёная Паляна) — село у Білорусі, у складі Чечерського району Гомельської області. Село підпорядковане Меркуловицькій сільській раді. Знаходиться на автошляху E95.

## Історія
Село засноване на початку XX ст. переселенцями з сусідніх сіл.
У 1930 році утворено колгосп.
Під час німецько-радянської війни у 1943 році село спалене німцями.

## Галерея

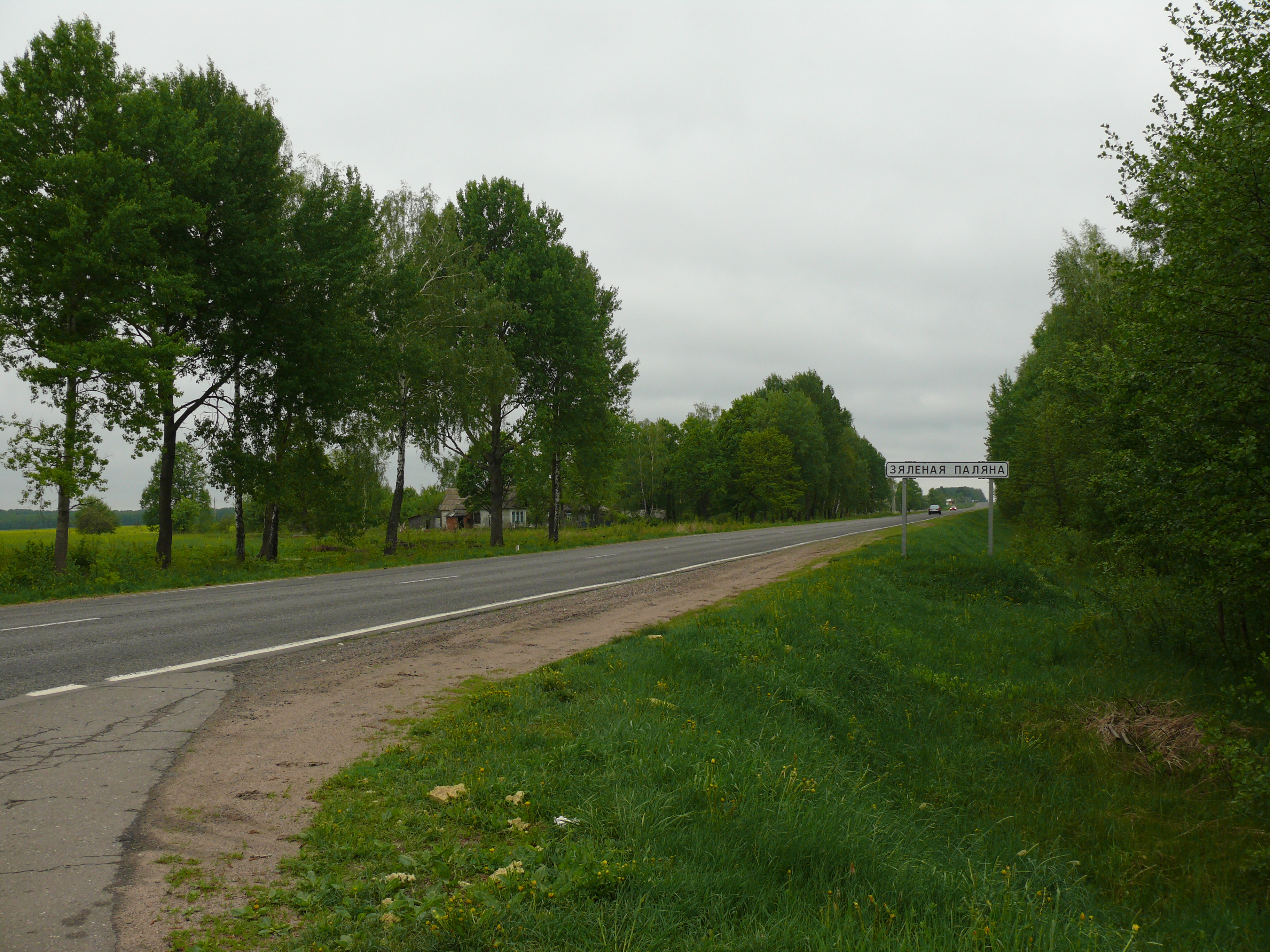
В'їзд до села
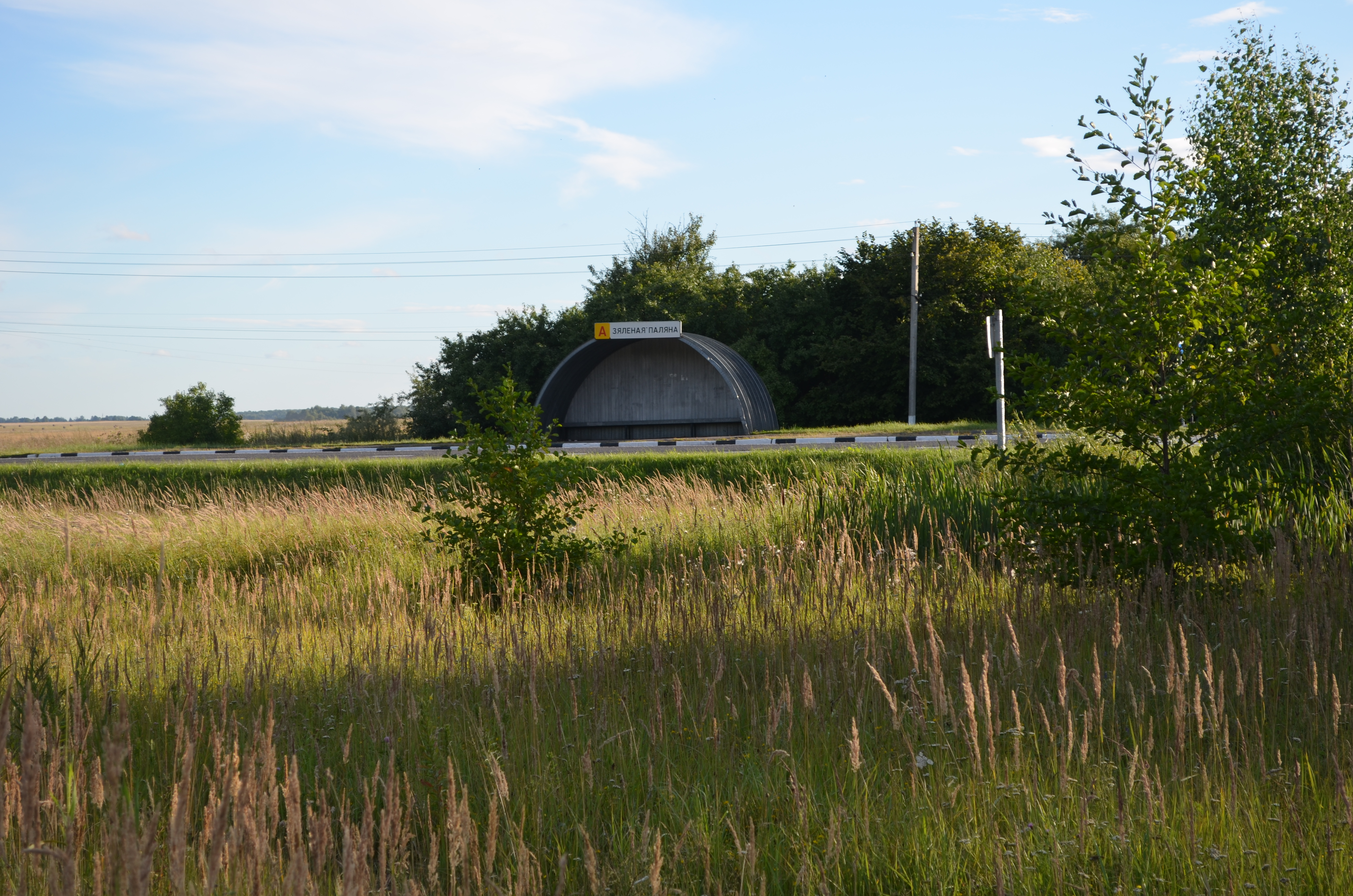
Автобусна зупинка
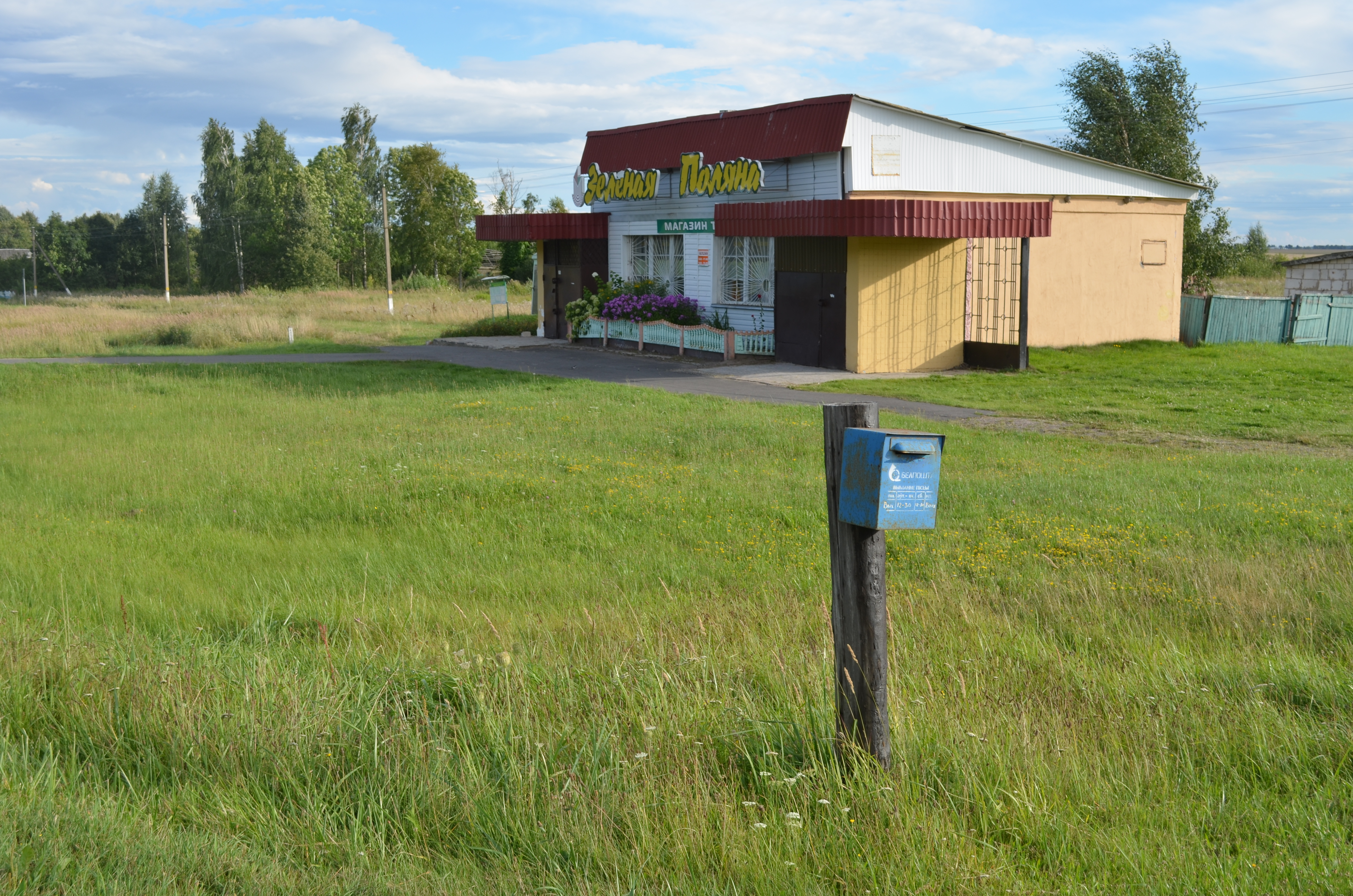
Поштова скринька та магазин
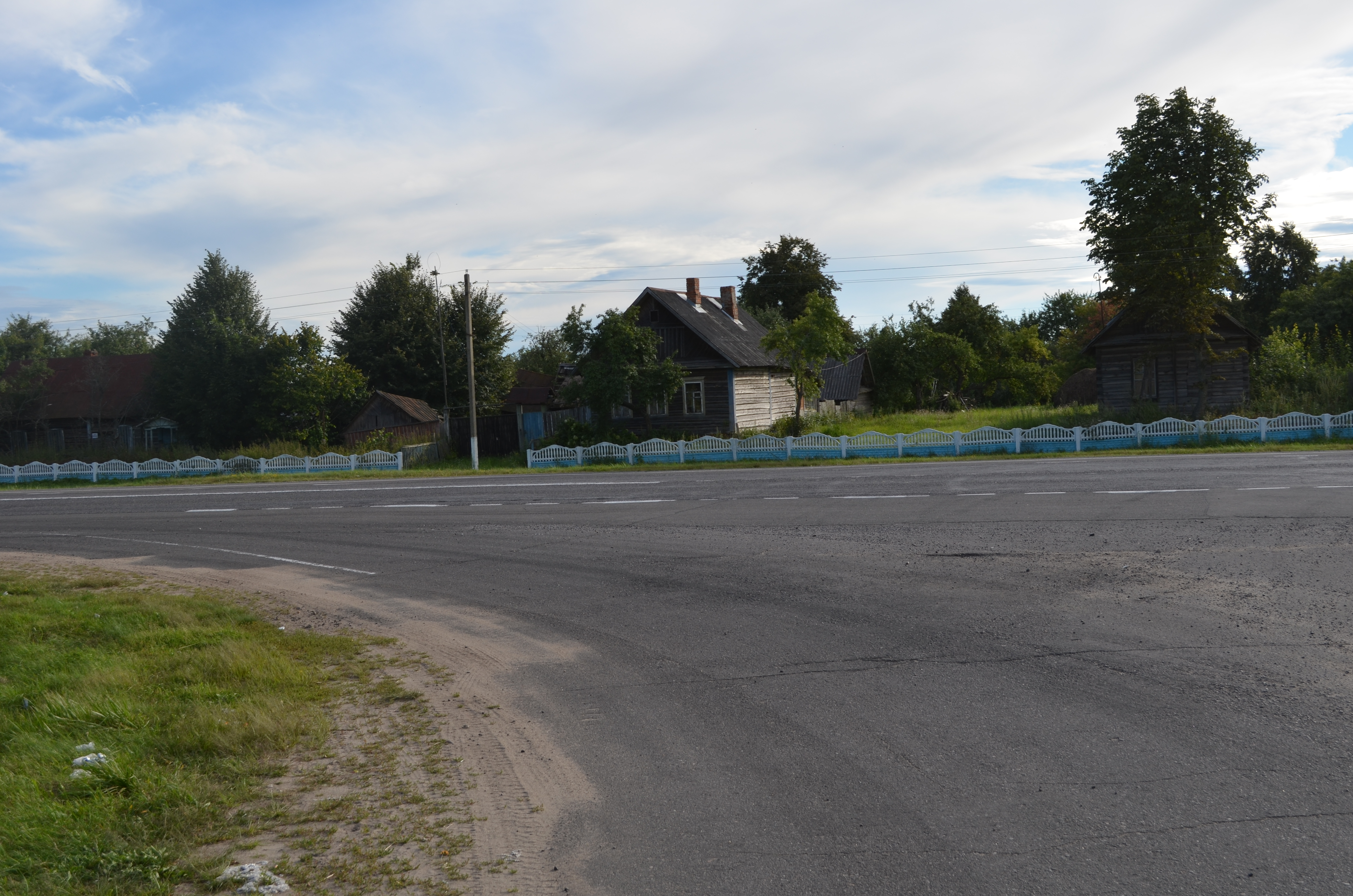
Хати
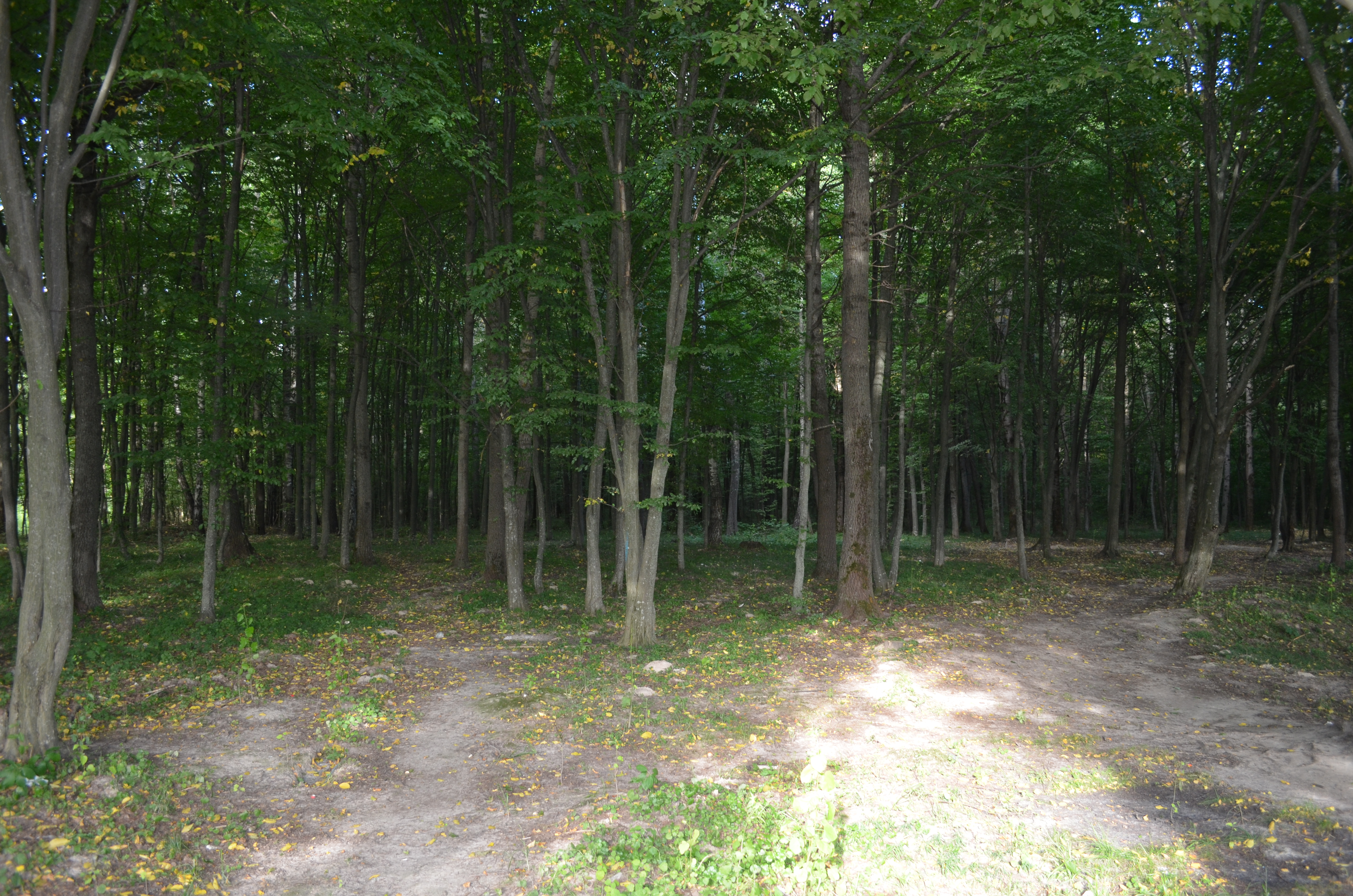
Ліс
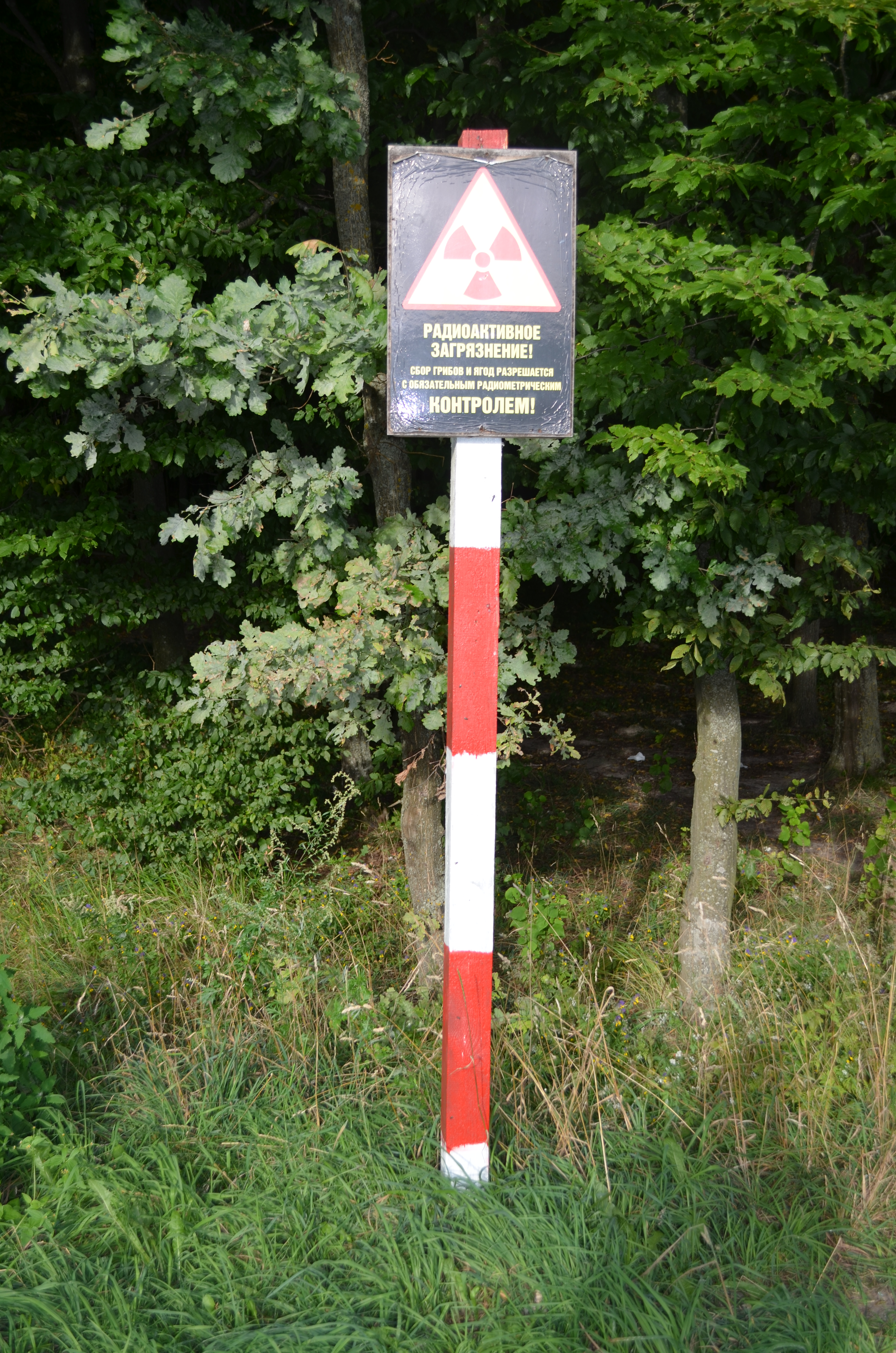
Знак, що попереджує про забруднення територій радіонуклідами